# ペドロ・スビハナ
ペドロ・スビハナ・レサ (Pedro Subijana Reza, 1948年11月5日 - )は、フランコ体制下のスペインのサン・セバスティアン生まれのバスクの料理人。サン・セバスティアンにあるレストラン「アケラレ」のオーナーシェフ。新バスク料理運動に携わっている。

## 経歴

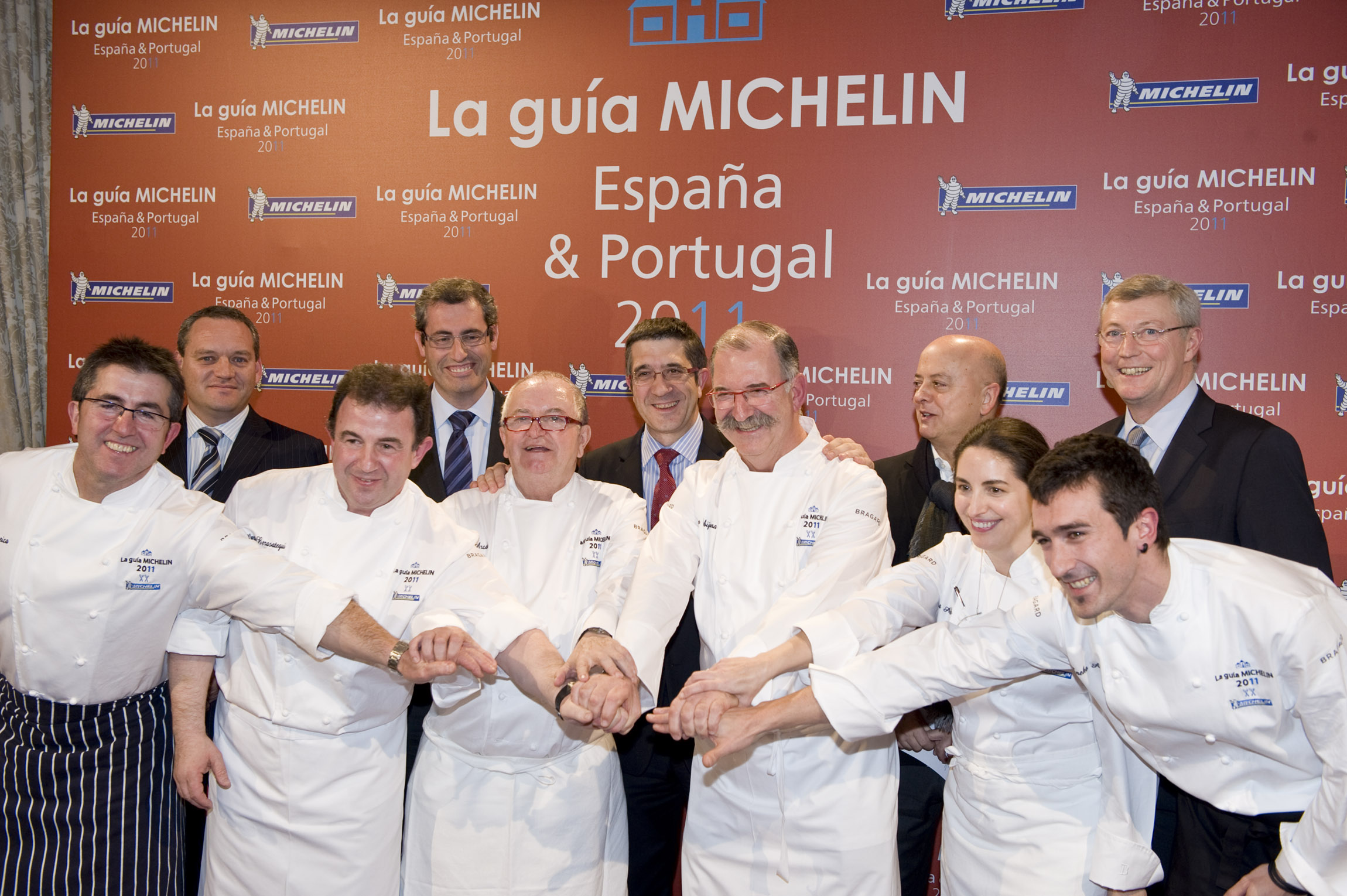
ミシュランの星を有するバスク地方の料理人。前列右から3番目、面長の赤眼鏡がスビハナ。

祖父はグルメな人物であり、父親はパティスリー（洋菓子店）の経営者だった。1948年にバスク地方のギプスコア県サン・セバスティアンに生まれた。大学は医学部に進学する予定だったが、自身が作った弁当を食べた友人に料理人の道を進められて進路を転換させた。ギプスコア県サラウツにあるルイス・イリサールの料理学校（ユーロマール）で学び、卒業後にはイリサールから校長の座を託された。またマドリードのホテル学校でも学んでいる。その後学生に指導する側となった。1975年にはサン・セバスティアンの市街地から5㎞西の農村部に「アケラレ」を開店させ、1978年にはミシュランガイドで1つ星を、1982年には2つ星を得た。
「アケラレ」のオーナーシェフを務める傍らで、スペイン・ヨーロッパ・北アメリカの機関で料理コースの指導者となっている。1970年代から1980年代にはフアン・マリ・アルサックとともに、伝統的なバスク料理を尊重したうえで変革をもたらす「新バスク料理」運動を開始し、サン・セバスティアンの町の料理の質を底上げした。モンドラゴン大学の食科学部（料理学部）に相当するバスク・クリナリー・センターでも教壇に立っている。
バスク州の公共放送であるEITBでは「ペドロ・スビハナの料理」という冠番組を持ち、1992年から1400回以上も続く長寿番組となった。2003年には国際的なシェフの団体であるユーロトックの会長に就任した。2007年にはミシュランガイドで3つ星を得た。これらの功績が称えられ、2015年にはサン・セバスティアン市の特別功労賞であるタンボール・デ・オロ・デ・サン・セバスティアン（金の太鼓）を受賞した。2016年にはスペイン教育・文化・スポーツ省によるスペイン芸術勲章を受賞した。
「アケラレ」は全席からビスケー湾を眺めることができる。

## ミシュランガイド
- 1978年-1981年 1つ星[1]
- 1982年-2005年 2つ星[1]
- 2007年-2017年 3つ星[1]

## 受賞
- 1979年 国民ガストロノミー賞 最優秀シェフ
- 1982年 グルメクラブ賞 スペイン最優秀シェフ
- 1997年 グルメグループ賞 年間最優秀シェフ
- 1999年 ガストロノミー賞 最優秀シェフ
- 2000年 スペイン食品賞
- 2011年 スペインホテル連盟 国民ホテル賞
- 2015年 タンボール・デ・オロ・デ・サン・セバスティアン（スペイン語版）[2]
- 2016年 ローラ・トーレス国立ガストロノミー賞
- 2016年 スペイン教育・文化・スポーツ省 スペイン芸術勲章（スペイン語版）[5]

## 著書
- 1992年 Menú del día I
- 1993年 Menú del día II
- 1994年 Denok sukaldari
- Cocina riojana
- 1995年 Mis recetas de la tele
- 1998年 Pedro Subijana cocinando para Inasmet
- 1999年 La cocina vasca de Pedro Subijana
- 1999年 La cocina vasca para el Grupo Ingeteam
- 2001年 La cocina de Akelarre, el sueño de Pedro Subijana
- 2003年 La cocina doméstica de Pedro Subijana
- 2011年 Akelarre